# Ambaca
Ambaca ist ein Landkreis im Norden Angolas.

## Verwaltung
Ambaca ist ein Kreis (Município) der Provinz Cuanza Norte. Das Kreisgebiet umfasst 2087 km² mit rund 80.000 Einwohnern (Schätzungen 2013). Die Volkszählung 2014 soll fortan gesicherte Bevölkerungsdaten liefern.
Sitz des Kreises ist die Kleinstadt Camabatela.
Fünf Gemeinden (Comunas) bilden den Kreis Ambaca:
- Ambaca (früher Camabatela)
- Bindo
- Luinga
- Maua
- Tango